# Olympiodore le Diacre
Pour les articles homonymes, voir Olympiodore.
Olympiodore est un écrivain ecclésiastique du VIe siècle.
Il était diacre à Alexandrie. On lui doit des commentaires sur Job (en latin : Hypotheses in Librum Jobi), Jérémie, l'Ecclésiaste, etc.

### Œuvres
- CPG 7453-7464

### Études
- Smith, Dictionary of Greek and Roman Biography and Mythology (1870), vol. 3, p. 24.